# Папа Антерије
Антерије (лат. Anterus) је био 19. папа. Његов понтификат је трајао од 21. новембра 235. до 3. јануара 236. Наследио је папу Понтијана, који је депортован из Рима. О светом Антерију постоји велики број легенди али мало прецизних и историјски тачних података. Зна се једино да је био Грк и да је епископску дужност обављао свега неколико месеци док је његов претходник Понтијан био на робији.